# Nucleozom
Nucleozomul (adesea scris și nucleosom) este unitatea fundamentală structurală a cromozomului la eucariote, fiind alcătuit dintr-un segment de ADN răsucit în jurul a opt nuclee de proteine histonice.  De aceea, se mai spune că nucleozomul este un octamer histonic.